# Список умерших в 1277 году
В этой статье представлен список известных людей, умерших в 1277 году. См. также: Категория:Умершие в 1277 году

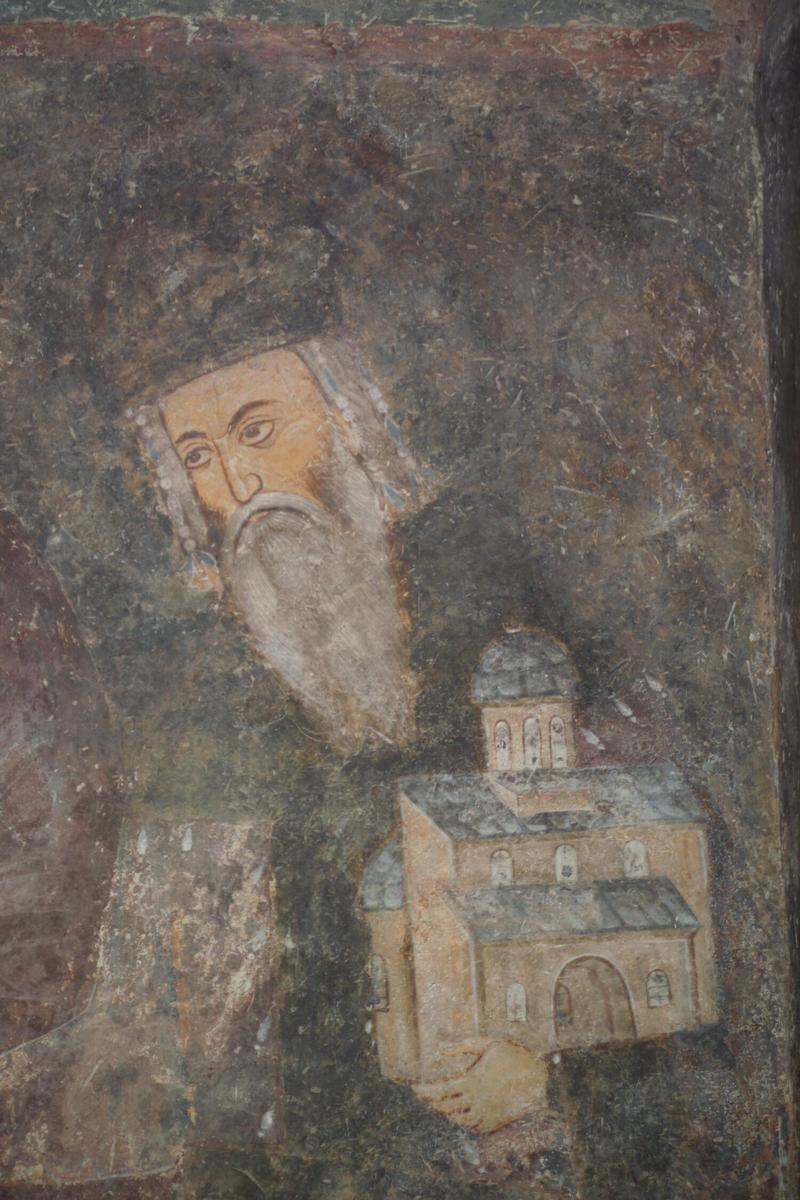
Стефан Урош I

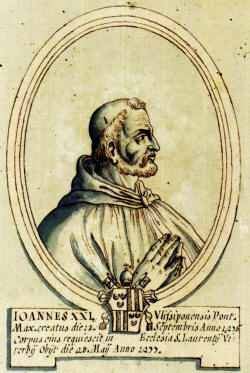
Иоанн XXI

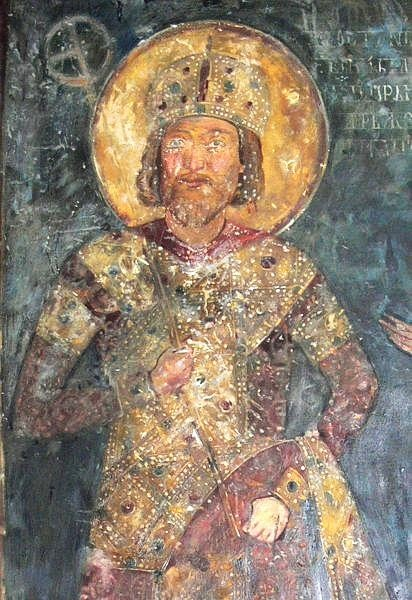
Константин I Тих

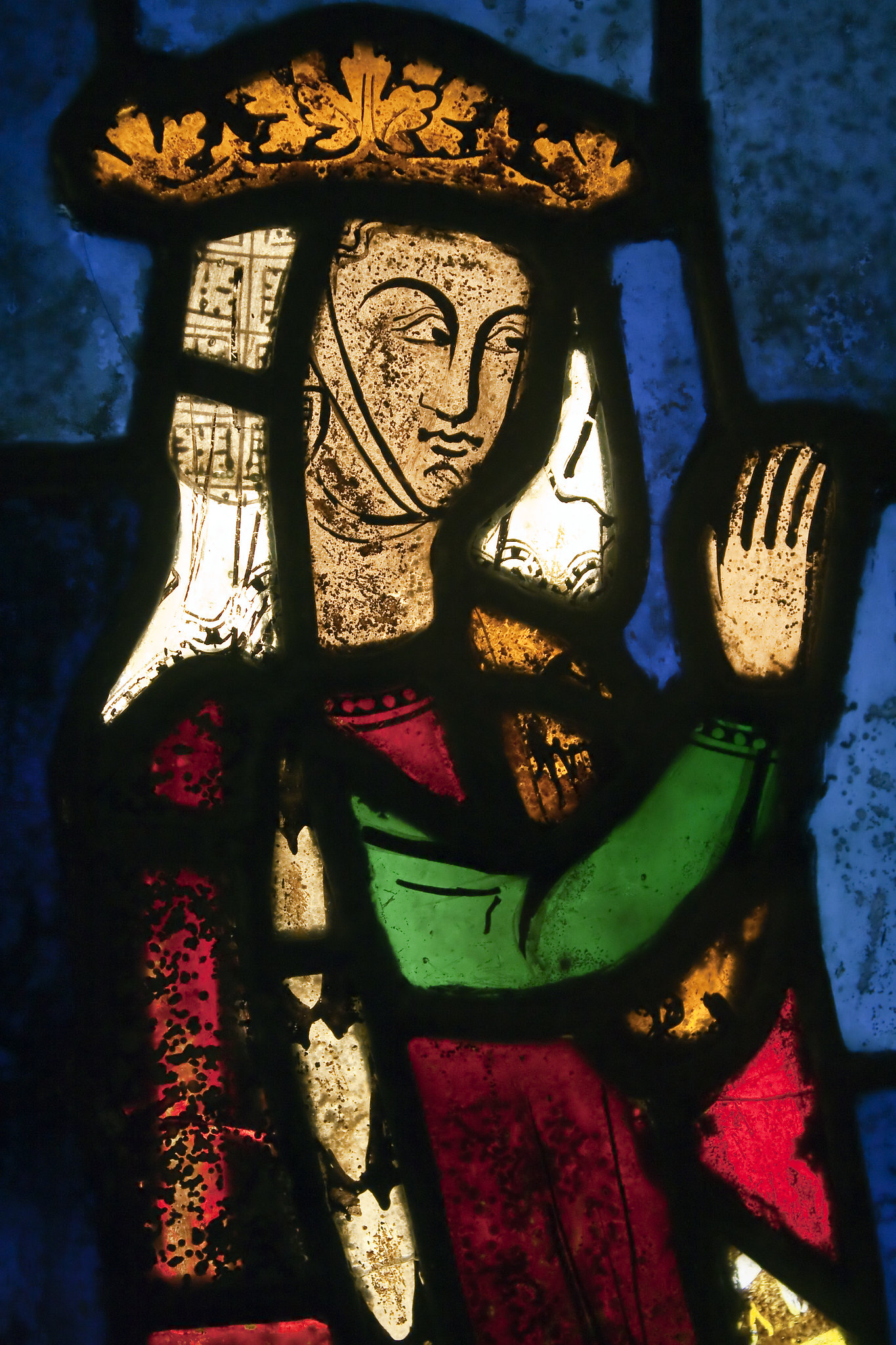
Беатриса фон Фалькенбург

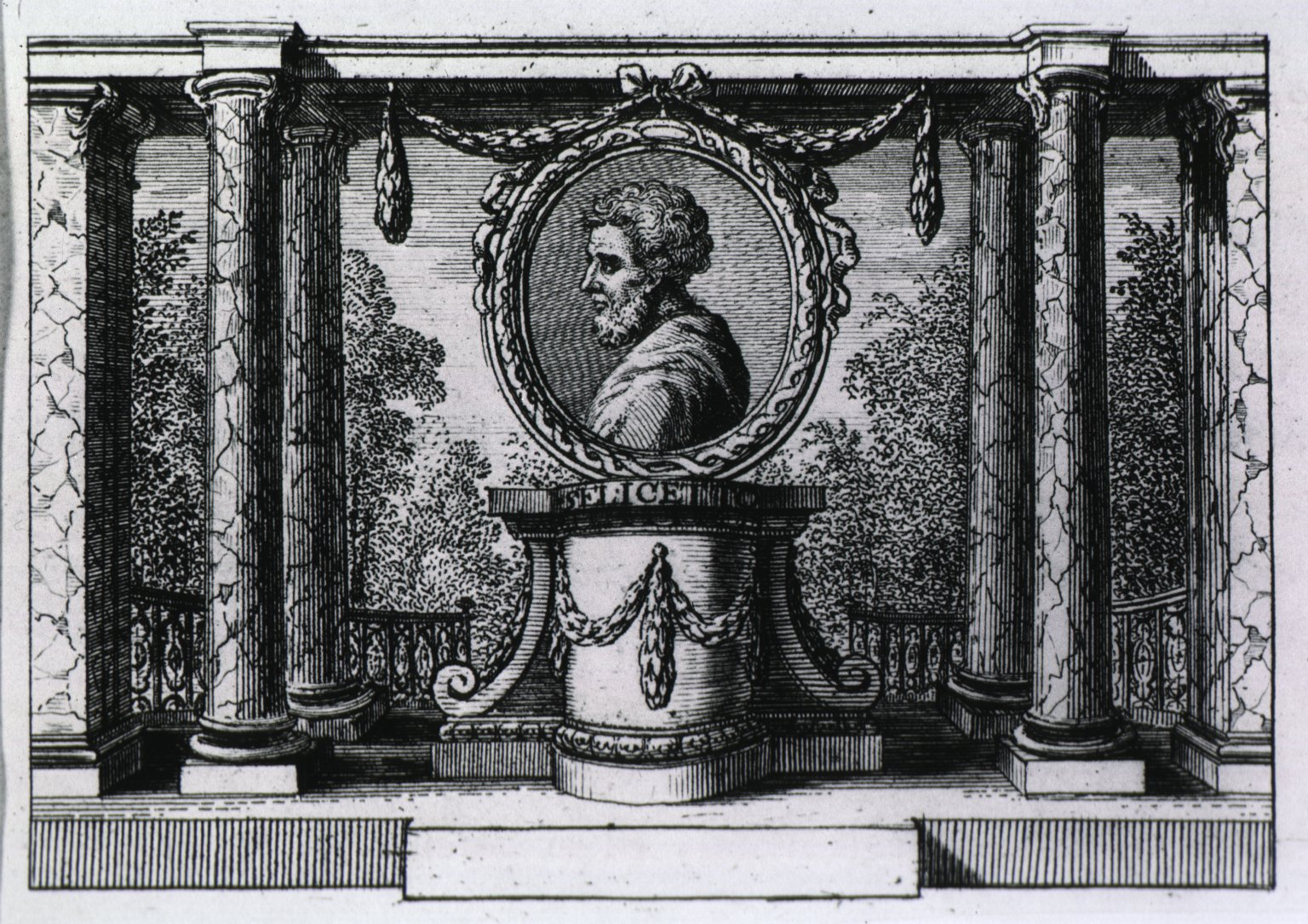
Гульельмо де Саличето

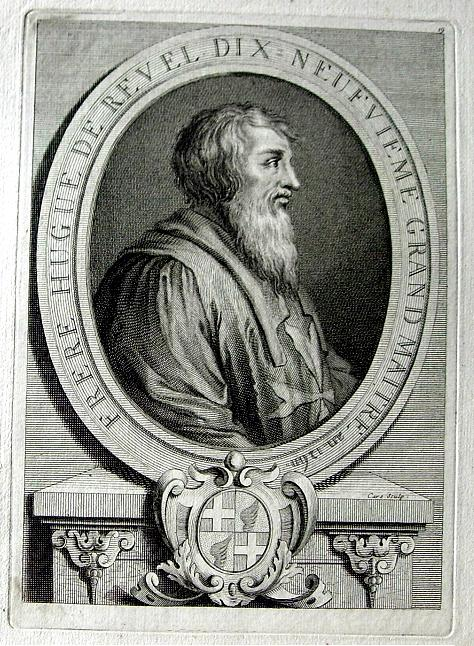
Гуго де Ревель

## Январь
- 1 января — Филипп Сицилийский — сын короля Сицилии Карла I Анжуйского — титулярный князь Ахеи
- 12 января — Филипп де Туси — регент Латинской империи (1245—1247)
- 15 января — Конрад II фон Штернберг[нем.] — архиепископ Магдебурга (1266—1277)

## Февраль
- 7 февраля — Симоне Палтинери[фр.]	 — итальянский кардинал-священник de Ss. Silvestro e Martino ai Monti (1261—1277)

## Март
- 23 марта — Эберхард I[нем.] — епископ Вормса (1257—1277)
- 29 марта — Бертран де Сант—Мартин[фр.] — архиепископ Арля (1266—1273), кардинал-епископ de Sainte-Sabine (1273—1277).

## Апрель
- Иоахим Гуткелед — бан Славонии (?— апрель 1277).

## Май
- 1 мая — Стефан Урош I — король Сербии (1243—1276), святой Сербской православной церкви.
- 4 мая — Чан Тхай Тонг[англ.] — первый император династии Чан (Вьетнам) (1218—1277)
- 8 мая — Армингот[исп.] — епископ Памплоны (1268—1277)
- 11 мая — Бриайн Руад O’Брайен[фр.] — король Томонда (1269—1277)
- 12 мая — Рудольф I[нем.] — граф Тюбингена (1259—1277)
- 14 мая — Николай I Верльский[англ.] — первый сеньор Верое (1227—1277)
- 20 мая — Иоанн XXI — папа римский (1276—1277), несчастный случай

## Июнь
- 6 июня — Симон I Липпский[нем.] — князь-епископ Падерборна (1247—1277)
- 11 июня — Ходзё Токимори[фр.] — Рокухарский инспектор (1224—1242)
- 23 июня — Педер Банг[нем.] — епископ Роскилле (1254—1277)
- Николай л’Алеман — последний сеньор Кесарии (1264—1277), с 1275 года титулярный, сеньор Бейрута (1276—1277).

## Июль
- 1 июля — Бейбарс I — мамлюкский султан Египта и Сирии (1260—1277) из династии бахритов, болезнь или отравление
- 13 июля — Лео Тундорфер[нем.] — князь-епископ Регенсбурга (1262—1267)
- 14 июля — Досточтимый Гумберт Романский — генеральный магистр ордена проповедников (доминиканцев) (1254—1263), церковный писатель, святой римско-католической церкви.

## Август
- 2 августа — Перване Мюинеддин Сулейман[англ.] — иранский и сельджукский государственный деятель
- 27 августа — Маргарита Бургундская[фр.] — виконтесса-консорт Лиможа, жена Ги VI.

## Сентябрь
- 16 сентября — Борис Василькович (46) — князь ростовский (1238—1277).
- 22 сентября — Томас Аньи Косенцский[итал.] — архиепископ Козенцы (1267—1272), католический патриарх Иерусалима (1271—1277)
- 29 сентября — Балиан Д Ибелин[англ.] — последний сеньор Арсуфа (1258—1261, с 1261 титулярный), констебль Иерусалима (1268—1277)

## Октябрь
- 1 октября — Федерико Висконти[итал.]* — архиепископ Пизы (1254—1277), примас Корсики и Сардинии (1257—1277).
- 17 октября:
  - Беатриса фон Фалькенбург[англ.] — королева-консорт Германии (1269—1272) жена Ричарда Корнуоллского;
  - Мастино I делла Скала — первый сеньор Вероны (1260—1277), убит.
- 27 октября — Уолтер де Мертон — лорд-канцлер Англии (1261—1263, 1272—1274), епископ Рочестера (1274—1277)

## Ноябрь
- 16 ноября — Энгельберт I — граф Марка (1249—1277)

## Декабрь
- 13 декабря — Иоганн — герцог Брауншвейг-Люнебурга (1252—1277)

## Дата неизвестна или требует уточнения
- Аймар III, граф Валентинуа и Диуа (с ок. 1232).
- Анастасия Даниловна, дочь князя Даниила Романовича Галицкого, жена Андрея Ярославича.
- Джованни Висконти — кардинал-епископ Сабины (1275—1277), декан Коллегии кардиналов (1276—1277).
- Витек I из Крумлова — чешский дворянин из рода Витковичей из Крумлова, основатель замка Виткув-Камен.
- Гуго де Ревель — великий магистр ордена госпитальеров (1258—1277).
- Гуо Кан[англ.] — китайский генерал
- Джакопо де Леона[итал.] — итальянский юрист и поэт
- Дитрих Луф I[нем.] — граф Саарбрюккена (1252—1259)
- Иоганн де Батрун[нем.] — сеньор Батруна (1262—1277).
- Мицо Асень, болгарский царь (1256—1257).
- Наджмуддин аль-Казвини — среднеазиатский математик, астроном и философ,
- Константин I Тих — царь Болгарии (1257—1277), погиб в сражении с крестьянскими повстанцами.
- Мадог ап Грифид — король Поуис-Вадога (1269—1277)
- Михаил Кабалларий — византийский военачальник, скончался от ран, полученных в битве при Фарсале.
- Мухаммад I аль-Мустансир — правитель государства Хафсидов (1249—1277), первый принявший титул халифа
- Паоло Навигайозо[англ.] — последний Великий дука Латинской империи и сеньор Лемноса (1260—1278)
- Ричард де Стэйнс[англ.] — Лорд главный судья Англии и Уэльса (1269—1273)
- Роберт V — граф Оверни (1247—1267), граф Булони (1265—1277)
- Савакамайндан[англ.] — король Тамбралинги (1255—1263), король Джафны (1262—1267)
- Саличето, Гульельмо да — итальянский врач-хирург
- Уго V де Ампурьяс[исп.] — Граф Ампурьяса (1269—1277)
- Ульрих Страсбургский — немецкий теолог и философ
- Фадрике Кастильский — сын короля Кастилии Фернандо III — сеньор де Санлукар де Альбайда, Хельвес, Хисират, Абулхинар, Альпечин, Камбульон, Бренес, Риасуэла и Ла Альгеба в Андалусии 1248—1269, 1272—1277, был тайно убит по приказу Альфонсо X
- Фолке Йоханссон Ангел[англ.] — архиепископ Уппсалы (1267—1277)
- Фредерик II[англ.] — граф Исенбург-Коверн (1272—1277)
- Хуго V фон Тюбинген[нем.] — пфальцграф Тюбингена (1270—1277)
- Эрар де Валери[фр.] — Великий камерарий Франции (1270—1277)